# Ho Hey
Ho Hey est une chanson du groupe rock américain The Lumineers. Elle est sortie en 2012 en tant que premier single de leur premier album éponyme. Le clip vidéo est sorti le 11 mars 2012. Ho Hey atteint la 3e place du Billboard Hot 100, et devient disque de platine aux États-Unis.
Avant la sortie du single, la chanson a été utilisée pour une publicité de télévision pour Bing le 1er juin 2012 et Nescafé . La chanson a été aussi utilisée le 5 décembre 2011 pour l'épisode 10 de la première saison de Hart of Dixie, dans l'épisode 3 de la saison 4 de Vampire Diaries, dans l'épisode 1 de la saison 8 de Bones, dans l'épisode 16 de la première saison de Nashville, dans l'épisode 5 de la saison 10 d'X-files ainsi que dans L'Écume des jours.
Le Rolling Stone l'a nommée 26e meilleure chanson de 2012.

## Classements et certifications

### Classement hebdomadaire
| Classement (2012-2013)                  | Meilleure position |
| --------------------------------------- | ------------------ |
| Australie (ARIA)                        | 3                  |
| Autriche (Ö3 Austria Top 40)            | 5                  |
| Belgique (Flandre Ultratop 50 Singles)  | 18                 |
| Belgique (Wallonie Ultratop 50 Singles) | 14                 |
| Canada (Hot 100)                        | 2                  |
| Danemark (Tracklisten)                  | 14                 |
| Écosse (OCC)                            | 8                  |
| États-Unis (Hot 100)                    | 3                  |
| États-Unis (Pop Airplay)                | 1                  |
| États-Unis (Alternative Songs)          | 1                  |
| États-Unis (Adult Pop Songs)            | 1                  |
| États-Unis (Adult Contemporary)         | 1                  |
| France (SNEP)                           | 6                  |
| Italie (FIMI)                           | 5                  |
| Irlande (IRMA)                          | 2                  |
| Nouvelle-Zélande (RMNZ)                 | 2                  |
| Pays-Bas (Single Top 100)               | 7                  |
| Tchéquie (IFPI Rádio)                   | 3                  |
| Royaume-Uni (UK Singles Chart)          | 8                  |
| Slovaquie (IFPI Rádio)                  | 2                  |
| Suède (Sverigetopplistan)               | 9                  |
| Suisse (Schweizer Hitparade)            | 7                  |

### Classement annuel
| Classement (2012)    | Position |
| -------------------- | -------- |
| Royaume-Uni          | 76       |
| États-Unis (Hot 100) | 68       |

### Certifications
| Pays                     | Organisme   | Certification |
| ------------------------ | ----------- | ------------- |
| Allemagne (GVMI)         | Or          | 150 000       |
| Australie (ARIA)         | 3 × Platine | 210 000       |
| Belgique (BEA)           | Or          | 15 000        |
| Canada (CRIA)            | 5 × Platine | 400 000       |
| Danemark (IFPI)          | Platine     | 30 000        |
| Italie (FIMI)            | 2 × Platine | 60 000        |
| Nouvelle-Zélande (RIANZ) | Platine     | 15 000        |
| Suède (GLF)              | Platine     | 40 000        |
| Suisse (IFPI)            | Platine     | 30 000        |
| États-Unis (RIAA)        | 4 × Platine | 4 000 000     |